# Charlie Spedding
Charles Spedding, detto Charlie (Bishop Auckland, 19 maggio 1952), è un ex maratoneta e mezzofondista britannico, medaglia di bronzo ai Giochi olimpici di Los Angeles 1984.

## Biografia
All'inizio della sua carriera agonistica si dedicava ai 10000 metri piani. La sua prima maratona fu quella di Houston nel 1984, che vinse per pochi centimetri davanti all'italiano Massimo Magnani, entrambi con lo stesso tempo.
Deciso a lasciare i 10000 metri per la maratona, Spedding partecipò e arrivò 1º anche alla Maratona di Londra del 1984.
Poco tempo dopo partecipò ai Giochi olimpici di Los Angeles 1984, vincendo la medaglia di bronzo nella maratona, terminando a soli 2 secondi dalla medaglia d'argento John Treacy.
Ha partecipato anche alla maratona dei Giochi olimpici di Seul 1988, finendo al sesto posto.
Al termine dell'attività agonistica ha lavorato come farmacista. Nel 2009 ha pubblicato un'autobiografia della sua carriera da atleta intitolata From Last to First.

## Altre competizioni internazionali
1979
- 4º alla Mezza maratona di Niderviller ( Niderviller) - 1h14'30"

1981
- Oro alla Parigi-Versailles ( Parigi), 16,9 km - 51'09"
- 6º alla Gasparilla Distance Classic ( Tampa), 15 km - 43'44"
- 9º alla Peachtree Road Race ( Atlanta) - 28'43"

1982
- Bronzo alla Mezza maratona di York ( York) - 1h03'18"

1983
- 8º alla 20 km di Parigi ( Parigi) - 57'56"

1984
- Oro alla Maratona di Londra ( Londra) - 2h09'57"
- Oro alla Maratona di Houston ( Houston) - 2h11'54"
- 15º alla Tulsa Run ( Tulsa), 15 km - 46'36"
- 11º alla Peachtree Road Race ( Atlanta) - 29'30"
- 5º alla Boston Milk Run ( Boston) - 28'51"

1985
- Argento alla Maratona di Londra ( Londra) - 2h08'33"

1986
- Bronzo alla Maratona di Chicago ( Chicago) - 2h10'13"
- 12º alla Great North Run ( Newcastle upon Tyne) - 1h03'58"
- Bronzo alla Dam tot Dam ( Zaandam), 10 miglia - 46'14"
- 4º alla Parigi-Versailles ( Parigi), 16,3 km - 49'15"

1987
- 8º alla Maratona di Londra ( Londra) - 2h10'32"
- 4º alla Roma-Ostia ( Roma) - 1h02'23"
- 4º alla Mezza maratona di Parigi ( Parigi) - 1h04'09"

1988
- 10º alla Maratona di Londra ( Londra) - 2h12'28"
- 11º alla Great North Run ( Newcastle upon Tyne) - 1h04'31"